# پل بزرگ یاتاوه
پل بزرگ یاتاوه مربوط به دوره صفوی است و در شهرستان دنا، بخش یاتاوه واقع شده و این اثر در تاریخ ۱۹ دی ۱۳۵۶ با شمارهٔ ثبت ۱۵۷۰ به‌عنوان یکی از آثار ملی ایران به ثبت رسیده‌است.